# Sam Riegel
Samuel Brent Oscar (Sam) Riegel (Washington D.C., 9 oktober 1976) is een Amerikaans stemacteur en dialoogregisseur. Zijn bekendste rol is waarschijnlijk die van Donatello in Teenage Mutant Ninja Turtles uit 2003. Tevens behoort Riegel sinds 2015 tot de vaste cast van de show Critical Role, waarin hij de rollen van Scanlan Shorthalt, Nott 'the Brave' (Veth Brenatto) en Fresh Cut Grass vertolkt in respectievelijk seizoen 1, seizoen 2 en seizoen 3.

## Biografie
Riegel is de oudere broer van actrice Eden Riegel en de jongere broer van filmmonteur Tatiana S. Riegel. In zijn kinderjaren was Riegel in Virginia met regelmaat te vinden op de planken van het theater. Later ging hij naar New York, waar hij onder meer op Broadway stond. In 1994 studeerde hij af aan de Professional Children's School op de borough Manhattan van dezelfde stad. Nadat hij zijn studie aan de Universiteit van Virginia te Charlottesville afrondde, keerde hij terug naar New York om een aanvang te nemen met zijn loopbaan als stemacteur. Tegenwoordig woont Riegel in Los Angeles.
Sam Riegel was in New York op 11 september 2001 en filmde de aanslag op het World Trade Center met zijn camera. Hij is te zien in 102 Minutes That Changed America, een documentaire over de aanslag, waarvoor nagenoeg alleen gebruik werd gemaakt van beelden en geluidsfragmenten afkomstig van ooggetuigen en hulpdiensten.
In juli 2024 liet Riegel weten dat hij herstellende was van een vorm van keelkanker veroorzaakt door het HPV-virus.

## Filmografie (selectie)

### Stemacteur
- Batman: Arkham Knight (computerspel) – politieagenten en diverse stemmen
- Blue Dragon (computerspel) – King Jibral, Turbulent Mai
- Code Geass (animeserie) – Clovis La Britannia, Claudio Darlton
- DearS (animeserie) – Hikorou Oikawa
- Digimon Data Squad (animeserie) – Kudamon
- Digimon World Data Squad (computerspel) – Kudamon
- Dinosaur King (animeserie) – Rasheed
- Growlanser: Heritage of War (computerspel) – Krious, Rufus
- Lego Dimensions (computerspel) – Templeton "Faceman" Peck
- Lucky Star (animeserie) – Minoru Shiraishi
- ObsCure (computerspel) – Josh Carter
- Resident Evil: The Darkside Chronicles (computerspel) – Steve Burnside
- Shaman King (animeserie) – Faust VIII
- Teenage Mutant Ninja Turtles (animatieserie) – Donatello, Dr. Chaplin, Shellectro, Zippy Lad, Dark Don, Triple Threat (gele kop)
- Teenage Mutant Ninja Turtles: Turtles Forever (animatiefilm) – Donatello
- Texhnolyze  (animeserie) – Kazuho Yoshii
- Transformers: War for Cybertron (computerspel) – Starscream
- Winx Club (animatieserie) – Riven
- Yu-Gi-Oh! (animeserie) – Tristan Taylor, Rex Raptor, Arkana
- Yu-Gi-Oh! 5D's (animeserie) – Radley
- Zatch Bell! (animeserie) – Purio

### Dialoogregisseur
- Armored Core: For Answer (computerspel)
- DuckTales (animeserie)
- Fallout: New Vegas (computerspel)
- Jeanne d'Arc (computerspel)
- Tenchu 4 (computerspel)
- The Third (animeserie)

### Zichzelf
- 102 Minutes That Changed America (documentaire)
- Adventures in Voice Acting (documentaire)

## Prijzen en nominaties

### Daytime Emmy Awards
| Jaar | Categorie                                              | Programma         | Resultaat   |
| ---- | ------------------------------------------------------ | ----------------- | ----------- |
| 2009 | New Approaches - Daytime Entertainment                 | Imaginary Bitches | Genomineerd |
| 2018 | Outstanding Directing in an Animated Program           | Danger & Eggs     | Gewonnen    |
| 2020 | Outstanding Directing for a Preschool Animated Program | Elena of Avalor   | Genomineerd |

### Children's & Family Emmy Awards
| Jaar | Categorie                                          | Programma                    | Resultaat   |
| ---- | -------------------------------------------------- | ---------------------------- | ----------- |
| 2023 | Outstanding Voice Directing for an Animated Series | Kiff                         | Genomineerd |
| 2023 | Outstanding Voice Directing for an Animated Series | Moon Girl and Devil DInosaur | Gewonnen    |